# Lista de viagens presidenciais de Chan Santokhi
Esta é a lista de viagens presidenciais internacionais de Chan Santokhi, o 10.º Presidente do Suriname, que serviu de 16 de julho de 2020 até 16 de julho de 2025. Nesta lista constam viagens de carácter diplomático realizadas por Santokhi desde sua posse, em julho de 2020, até o término de seu mandato em julho de 2025.

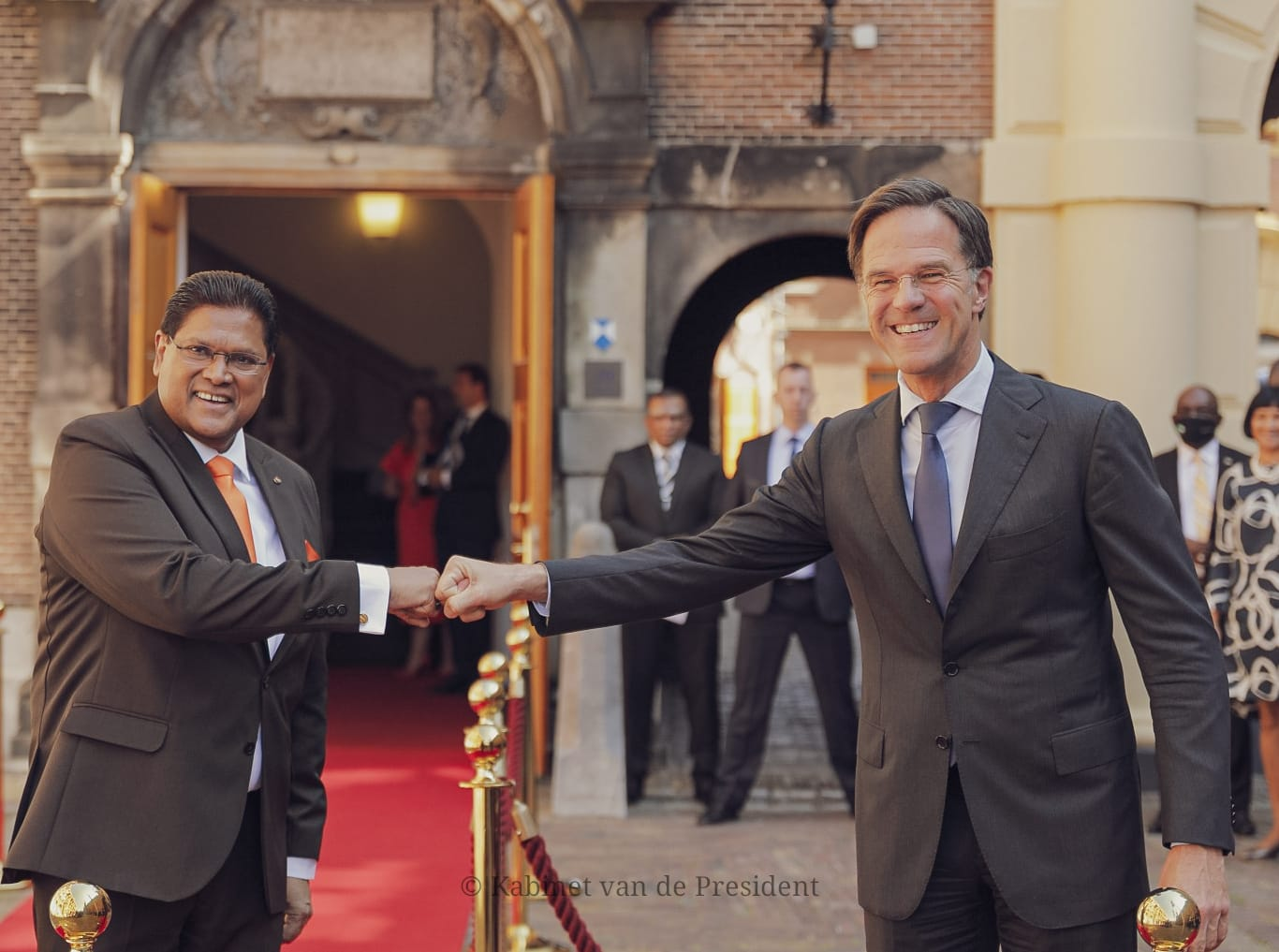
Chan Santokhi e o primeiro-ministro holandês, Mark Rutte, durante sua viagem aos Países Baixos em 2021.

Santokhi fez a sua primeira viagem internacional à Guiana, país vizinho, menos de um mês após tomar posse como presidente. Em 2021, fez uma visita histórica aos Países Baixos, pois a última vez que um chefe de Estado surinamês havia pisado em terras neerlandesas fora em 2008.  No total, ele fez 40 viagens ao exterior e visitou 23 países diferentes em um período de cinco anos.
O Suriname é o menor país sul-americano tanto em território como em população, mas possui um papel ativo na diplomacia regional, principalmente com os países caribenhos. Durante o governo de Santokhi, o Suriname expandiu seu interesse em novas relações exteriores, aproximando-se mais de seus vizinhos, entre eles o Brasil, e, também, outros países emergentes do globo, como Índia e China.

## Resumo
Abaixo está um resumo das viagens presidenciais realizadas pelo presidente Santokhi.
- uma viagem:

Arábia Saudita, Aruba, Azerbaijão, Bélgica, Belize, Canadá, China, Colômbia, Cuba, Egito, Granada, Índia, México, Reino Unido e São Vicente e Granadinas
- duas viagens:

Bahamas, Brasil, Curaçao, Emirados Árabes Unidos, República Dominicana e Trindade e Tobago
- quatro viagens:

Barbados e Países Baixos
- sete viagens:

Estados Unidos
- oito viagens:

Guiana

## 2020
|   | País   | Cidade/Região | Período                 | Notas |
| - | ------ | ------------- | ----------------------- | --- |
| 1 | Guiana | Georgetown    | 8 e 9 de agosto de 2020 | Primeira viagem internacional como presidente do Suriname. Participou da cerimônia de posse do novo presidente eleito da Guiana, Irfaan Ali. |

## 2021
|   | País                   | Cidade/Região    | Período                               | Notas |
| - | ---------------------- | ---------------- | ------------------------------------- | --- |
| 2 | Guiana                 | Georgetown       | 17 a 20 de agosto de 2021             | Visita de Estado. O presidente Santokhi visitou o país vizinho com uma ampla delegação para discutir assuntos de parceria econômica entre os dois países. Encontrou-se com o presidente Irfaan Ali.                                                                 |
| 3 | Países Baixos          | Amsterdã         | 8 e 9 de setembro de 2021             | Visita de trabalho. Santokhi foi recebido pelo primeiro-ministro Mark Rutte e pelo rei Guilherme. Visitou também o parlamento neerlandês. |
| 4 | México                 | Cidade do México | 18 e 19 de setembro de 2021           | Participou da 6.ª cúpula de chefes de Estado e de Governo da CELAC. Encontro com o presidente do México Andrés Manuel López Obrador. |
| 4 | Estados Unidos         | Nova Iorque      | 20 a 22 de setembro de 2021           | Participou da 76.ª edição da Assembleia Geral das Nações Unidas e reuniu-se com o secretário geral das Nações Unidas António Guterres. |
| 5 | Reino Unido            | Glasgow          | 30 de outubro a 2 de novembro de 2021 | O presidente participou da Conferência das Nações Unidas sobre as Mudanças Climáticas de 2021 – COP26 – e encontrou-se com diversos líderes mundiais, dentre esses o primeiro-ministro do Reino Unido, Boris Johnson e o primeiro-ministro da Índia, Narendra Modi. |
| 6 | Emirados Árabes Unidos | Dubai            | 26 a 28 de novembro de 2021           | Santokhi participou da Expo Dubai 2020, onde visitou o pavilhão surinamês e destacou o interesse de que seu país está aberto aos investimentos externos. |

## 2022
|    | País              | Cidade/Região               | Período                              | Notas |
| -- | ----------------- | --------------------------- | ------------------------------------ | --- |
| 7  | Guiana            | Georgetown                  | 14 de fevereiro de 2022              | O presidente viajou ao país vizinho para participar da Conferência Internacional de Energia e Expo Guiana. Encontrou-se com o presidente Irfaan Ali e com o vice-presidente Bharrat Jagdeo. Visitou a Comissão do Setor Privado da Guiana. Reuniu-se com o presidente de Gana, Nana Akufo-Addo. |
| 8  | Belize            | Cayo Ambergris              | 28 de fevereiro a 4 de março de 2022 | Participou da reunião de cúpula de chefes de Estado e de Governo da CARICOM–SICA. Encontro com o primeiro-ministro Johnny Briceño. |
| 9  | Barbados          | Bridgetown                  | 20 e 21 de abril de 2022             | Visita de trabalho. Encontrou-se com a primeira-ministra do país, Mia Mottley para a assinatura de acordos entre os dois países. Participou do congresso De-risking and Correspondent Banking. |
| 10 | Estados Unidos    | Los Angeles                 | 7 a 10 de junho de 2022              | Acompanhado da primeira-dama Melissa Seenacherry, participou da 9.ª Cúpula das Américas. Foi recebido pelo presidente Joe Biden e por sua esposa, Jill Biden. Participou de uma reunião da CARICOM junto com a vice-presidente dos Estados Unidos, Kamala Harris. Encontrou-se com o presidente da Colômbia, Iván Duque, com o presidente do Brasil, Jair Bolsonaro, com o primeiro-ministros de Antígua e Barbuda, Gaston Browne, além de diversos presidentes e primeiro-ministros presentes.                                                 |
| 11 | Trindade e Tobago | Point Lisas Port of Spain   | 18 a 21 de agosto de 2022            | Santokhi participou da Agri Investment Forum, onde visitou uma propriedade industrial e participou de uma reuniram conjunta com executivos da Corporação Nacional de Energia de Trinidad e Tobago Limited juntamente com o presidente da Guiana, Irfaan Ali e o primeiro-ministro de Trindad e Tobago, Keith Rowley. |
| 12 | Barbados          | Bridgetown                  | 31 de agosto a 3 de setembro de 2022 | O presidente participou do 1.º Fórum de Comércio e Investimentos Afro–Caraíbas. Reuniu-se com a primeira-ministra de Barbados, Mia Mottley, com o primeiro-ministro de São Cristóvão e Névis, Terrance Drew. |
| 13 | Estados Unidos    | Washington D.C. Nova Iorque | 16 a 21 de setembro de 2022          | Reuniu-se com o secretário de Estado Antony Blinken e com a vice-presidente Kamala Harris em Washington D.C.. Já em Nova Iorque, reuniu-se com o secretário geral das Nações Unidas, António Guterres. Discursou na 77.ª edição da Assembleia Geral das Nações Unidas. Encontrou-se com o primeiro-ministro do Canadá Justin Trudeau. |
| 14 | Egito             | Cairo Sharm el-Sheikh       | 6 a 8 de novembro de 2022            | Santokhi foi recebido na capital egípcia, Cairo, pelo ministro dos Recursos Naturais do Egito, Mohamed Mokhtar Gomaa. Em Sharm el-Sheikh, discursou na Conferência das Nações Unidas sobre as Mudanças Climáticas de 2022 — COP27 — e se reuniu com diversos líderes mundiais, dentre esses de uma reunião trilateral com o presidente da Colômbia, Gustavo Petro e com o presidente da Venezuela, Nicolás Maduro, onde propuseram uma aliança de países da Amazônia para protegerem a floresta e ajudarem na diminuição do aquecimento global. |
| 15 | Barbados          | Bridgetown                  | 5 e 6 de dezembro de 2022            | Participou da reunião de cúpula CARICOM–Cuba. Encontrou-se com a premiê Mia Mottley, com o presidente de Cuba Miguel Díaz-Canel e com o primeiro-ministro de São Vicente e Granadinas, Ralph Gonsalves. Homenageou, juntamente com seu homólogo Irfaan Ali, da Guiana, as vítimas do atentado do vôo 455 que foi abatido sobre Barbados em 1976. |

## 2023
|    | País                   | Cidade/Região              | Período                                | Notas |
| -- | ---------------------- | -------------------------- | -------------------------------------- | --- |
| 16 | Brasil                 | Brasília                   | 1 e 2 de janeiro de 2023               | Participou da cerimônia de posse do presidente eleito, Luiz Inácio Lula da Silva, acompanhado da primeira-dama Mellisa Santokhi. Participou de um jantar oferecido pelo governo brasileiro as autoridades estrangeiras no Palácio Itamaraty. |
| 17 | Índia                  | Nova Délhi Jamnagar Indore | 8 a 14 de janeiro de 2023              | Visita de trabalho. Em Nova Délhi, foi recepcionado no templo hindu de Shri Somnath Mandir e visitou a refinaria de Jamnagar. Já em Indore, se encontrou com o primeiro-ministro Narendra Modi e participou da 17.ª Convenção Pravasi Bharatiya Divas a convite de Modi. Participou também, como convidado de honra, da Sessão inaugural do Global Investors Summit. Reuniu-se com o ministro de Relações Exteriores da Índia, Subrahmanyam Jaishankar.                                   |
| 17 | Países Baixos          | Amsterdã                   | 14 a 16 de janeiro de 2023             | Visita de trabalho. Reuniu-se com o primeiro-ministro Mark Rutte para tratar de assuntos econômicos entre os dois países e sobre o pedido oficial de desculpas do governo neerlandês devido à escravidão praticada pelo Império Colonial Neerlandês, do qual o Suriname fazia parte, no período colonial. Reuniu-se também com o ex-primeiro-ministro dos Países Baixos, Jan Peter Balkenende.                                                                                            |
| 18 | Países Baixos          | Amsterdã                   | 1 a 8 de abril de 2023                 | Viajou ao país para se submeter a exames médicos. |
| 19 | Guiana                 | Georgetown                 | 29 de maio de 2023                     | Visita breve. Reuniu-se com o presidente Irfaan Ali, onde trataram de diversos assuntos bilaterais, entre eles, a cooperação em petróleo e gás natural entre os países e também a respeito da fronteira. |
| 19 | Brasil                 | Brasília                   | 29 e 30 de maio de 2023                | Participou da reunião de chefes de Estado da América do Sul com o objetivo de reativar a UNASUL, partindo de uma proposta do próprio Brasil. Encontrou-se com o presidente Luiz Inácio Lula da Silva e com o presidente da Venezuela Nicolás Maduro. |
| 20 | Bahamas                | Nassau                     | 7 a 10 de junho de 2023                | Participou da reunião de cúpula EUA–Caribe. Reuniu-se com o primeiro-ministro Philip Edward Davis. |
| 21 | Trindade e Tobago      | Port of Spain              | 2 a 6 de julho de 2023                 | Participou da cúpula extraordinária para comemorar os 50 anos de criação da CARICOM, onde foi discutido assuntos como a crise no Haiti e as mudanças climáticas. Reuniu-se com o primeiro-ministro Keith Rowley, com o primeiro-ministro da Coreia do Sul, Han Duck-soo, e com a ministra assistente dos Negócios Estrangeiros da China, Hua Chunying. |
| 22 | Bélgica                | Bruxelas                   | 16 a 22 de julho de 2023               | Participou da cúpula CELAC–UE. Reuniu-se com diversas lideranças belgas e de outros países, entre as quais o ministro-presidente de Flandres, Jan Jambon, o presidente da França, Emmanuel Macron, e o primeiro-ministro dos Países Baixos, Mark Rutte. |
| 23 | Cuba                   | Havana                     | 14 a 17 de setembro de 2023            | Participou da cúpula do G77 – maior evento multilateral do sul global. Encontrou-se com o presidente Miguel Díaz-Canel e aproveitou para se reunir com estudantes surinameses no país caribenho. Participou de uma reunião informal dos demais líderes da CARICOM com o presidente cubano. |
| 23 | Estados Unidos         | Nova Iorque                | 17 a 23 de setembro de 2023            | Participou e discursou na Assembleia Geral das Nações Unidas. Reuniu-se com o chanceler da Alemanha, Olaf Scholz, com a primeira-ministra de Samoa, Naomi Mataʻafa, com o presidente da Coreia do Sul, Yoon Suk-yeol, e com o presidente dos Estados Unidos, Joe Biden. Encontrou-se também com empresários americanos interessados em investir no Suriname. Participou de uma reunião com o secretário-geral das Nações Unidas, Antônio Guterres.                                        |
| 24 | República Dominicana   | São Domingos               | 5 de outubro de 2023                   | Visita de Estado. Participou da cerimônia oficial de boas-vindas no palácio presidencial. Encontrou-se com o presidente Luis Abinader. Dirigiu-se para a Assembleia da Câmara Alta, onde se encontrou com os presidentes do Senado e da Câmara e recebeu homenagens do parlamento. |
| 25 | Canadá                 | Ottawa                     | 15 a 19 de outubro de 2023             | Participou da cúpula CARICOM–Canadá, onde foi discutida a relação entre a nação canadense e o bloco caribenho e o desenvolvimento sustentável em preparação para a COP28. Encontrou-se com o primeiro-ministro Justin Trudeau. |
| 26 | Arábia Saudita         | Riad                       | 14 a 18 de novembro de 2023            | Participou da cúpula CARICOM–Arábia Saudita. Encontrou-se com o ministro dos negócios estrangeiros, Adel al-Jubeir, e visitou o distrito financeiro Rei Abdullah na capital saudita. |
| 27 | Emirados Árabes Unidos | Dubai                      | 29 de novembro a 5 de dezembro de 2023 | Participou da 28.ª Conferência das Nações Unidas sobre as Mudanças Climáticas (COP28). Discursou no plenário geral e apresentou a proposta de desenvolvimento sustentável do Suriname, conciliando a exploração de petróleo com a preservação do meio ambiente. Encontrou-se com o primeiro-ministro dos Países Baixos, Mark Rutte, com o presidente da Guiana, Irfaan Ali, com o presidente do Brasil, Luiz Inácio Lula da Silva e com o presidente do Conselho Europeu, Charles Michel. |

## 2024
|    | País                     | Cidade/Região          | Período                              | Notas |
| -- | ------------------------ | ---------------------- | ------------------------------------ | --- |
| 28 | Guiana                   | Georgetown             | 24 a 29 de fevereiro de 2024         | Participou da 46.ª cúpula de chefes de Estado e de Governo da Caricom. Reuniu-se com o presidente Irfaan Ali. Participou do lançamento da Câmara de Comércio Suriname-Guiana (SGCC). Participou do brunch anual no Rotary Club de Georgetown. Reuniu-se em um cúpula trilateral Brasil-Guiana-Suriname com os presidentes Ali e Luiz Inácio Lula da Silva. |
| 28 | São Vicente e Granadinas | Kingstown Buccament    | 29 de fevereiro a 2 de março de 2024 | Participou da 8.ª cúpula de chefes de Estado e de Governo da CELAC. |
| 29 | Guiana                   | Georgetown             | 22 a 24 de março de 2024             | Visita de trabalho. Reuniu-se com o presidente Irfaan Ali para discutir a finalização do contrato e modalidades de financiamento para a construção de uma ponte binacional sobre o rio Corentine que deve conectar os dois países. |
| 30 | China                    | Pequim Dalian Shenzhen | 11 a 17 de abril de 2024             | Visita de Estado. Encontrou-se com o presidente Xi Jinping. Visitou o Museu do Partido Comunista Chinês de Pequim. Reuniu-se com o presidente da Conferência Consultiva Política do Povo Chinês, Wang Huning. Foi recebido pelo governador Li Lecheng, de Liaoning, na cidade de Dalian. Visitou empresas do ramo da infraestrutura com o objetivo de atrair investimentos para o Suriname. Em Shenzhen, visitou a sede da Huawei. |
| 31 | Bahamas                  | Nassau                 | 10 a 17 de junho de 2024             | Participou da 31.ª reunião anual do Afreximbank e da terceira edição do Fórum de Comércio e Investimento Afro-caribenho, com o objetivo de aumentar as relações entre o Caribe e a África. Reuniu-se com o empresário nigeriano Aliko Dangote, considerado no momento o homem mais rico da África e presidente do Dangote Group. |
| 32 | Curaçao                  | Willemstad             | 16 de julho de 2024                  | Encontrou-se com o ministro dos Transportes e Planejamento do território de Curaçao, Charles Cooper. Reuniu-se também com a cônsul-geral do Suriname em Willemstad, Christa Zuiverloon. |
| 32 | Estados Unidos           | Nova Iorque            | 16 a 20 de julho de 2024             | Viagem para tratar de assuntos pessoais. |
| 33 | Granada                  | Saint George's         | 27 a 30 de julho de 2024             | Após ser recebido no Aeroporto Internacional Maurice Bishop, iniciou uma visita oficial para participar da 47.ª cúpula de chefes de Estado e de governo da Comunidade do Caribe (CARICOM). Reuniu-se com o primeiro-ministro Dickon Mitchell e participou da cerimônia de inauguração de uma rotatória em homenagem ao bloco econômico. |
| 34 | República Dominicana     | Santo Domingo          | 13 a 16 de agosto de 2024            | Acompanhado da primeira-dama Mellisa Santokhi-Seenacherry, participou da cerimônia de posse do presidente reeleito, Luis Abinader. |
| 35 | Estados Unidos           | Nova Iorque            | 20 a 28 de setembro de 2024          | Participou da 79.ª Assembleia Geral das Nações Unidas e da Cúpula do Futuro. Reuniu-se com o secretário-geral das Nações Unidas, António Guterres, e com a primeira-ministra de Aruba, Evelyn Wever-Croes. Participou de uma reunião para discutir a crise sociopolítica no Haiti e promover uma nova missão de apoio internacional ao país caribenho. Encontrou-se também com empresários da diáspora surinamesa para discutir o progresso econômico do Suriname. Participou de uma reunião com o primeiro-ministro dos Países Baixos, Dick Schoof. |
| 36 | Aruba                    | Oranjestad             | 21 a 22 de outubro de 2024           | Visita oficial. Primeira viagem de um presidente do Suriname à Aruba. Encontrou-se com a primeira-ministra Evelyn Wever-Croes e com o governador Alfonso Boekhoudt. Fez um discurso no parlamento e tratou, em suas reuniões, de temas comerciais e econômicos que envolvem o Caribe. |
| 36 | Curaçao                  | Willemstad             | 22 a 23 de outubro de 2024           | Visita oficial. Reuniu-se com o primeiro-ministro Gilmar Pisas e com a governadora Lucille George-Wout. |
| 36 | Estados Unidos           | Miami                  | 23 a 28 de outubro de 2024           | Visita de trabalho. |
| 36 | Colômbia                 | Cali                   | 28 e 29 de outubro de 2024           | Participou da 16.ª Conferência das Nações Unidas sobre Biodiversidade (COP16). |
| 37 | Azerbaijão               | Baku                   | 10 a 16 de novembro de 2024          | Participou da Conferência da ONU sobre Mudanças Climáticas — COP 29 — e reuniu-se com o presidente Ilham Aliyev. Participou de uma reunião de países neutros em carbono, o G-Zero, com representantes do Butão, Madagascar e Panamá. Reuniu-se com a primeira-ministra de Barbados, Mia Mottley, e com o primeiro-ministro do Reino Unido, Keir Starmer. Visitou a Cidade Velha de Baku. |
| 37 | Países Baixos            | Amsterdam              | 17 de novembro de 2024               | Visita de trabalho. Reuniu-se com o primeiro-ministro da Bélgica, Alexander De Croo, e com a diáspora surinamesa. |
| 38 | Guiana                   | Georgetown             | 20 e 21 de novembro de 2024          | Participou da 2.ª cúpula de chefes de Estado e de Governo CARICOM-Índia. Reuniu-se com o presidente Irfaan Ali e com o primeiro-ministro da Índia, Narendra Modi. Participou de uma reunião com a Câmara de Comércio Guiana-Suriname. |

## 2025
|    | País     | Cidade/Região | Período                      | Notas |
| -- | -------- | ------------- | ---------------------------- | --- |
| 39 | Barbados | Bridgetown    | 19 a 21 de fevereiro de 2025 | Viajou ao país caribenho para participar da 48.ª cúpula de chefes de Estado e de Governo da Caricom. Reuniu-se com a primeira-ministra Mia Mottley, com o secretário-geral das Nações Unidas, Antônio Guterres, e com a presidente da Comissão Europeia, Ursula von der Leyen. |
| 40 | Guiana   | Georgetown    | 19 de maio de 2025           | Visita de trabalho. Reuniu-se com o presidente Irfaan Ali e com o ministro das Relações Exteriores, Hugh Todd, para tratar de diversos assuntos bilaterais. Participou da inauguração do escritório oficial da empresa do ramo de mineração GuySure Aggregate & Sands Inc.     |

## Eventos multilaterais
Abaixo estão os eventos multilaterais que o presidente participou ou deve participar.
| Grupo   | Ano                                       | Ano                              | Ano                                                        | Ano                                        | Ano                            | Ano                                         |
| Grupo   | 2020                                      | 2021                             | 2022                                                       | 2023                                       | 2024                           | 2025                                        |
| ------- | ----------------------------------------- | -------------------------------- | ---------------------------------------------------------- | ------------------------------------------ | ------------------------------ | ------------------------------------------- |
| CARICOM | 8 de dezembro, CARICOM                    | 7 de setembro, CARICOM           | 1-2 de março, Ambergris Caye                               | 16 de fevereiro, Nassau                    | 25-28 de fevereiro, Georgetown | 19-21 de fevereiro, Bridgetown              |
| CARICOM | 8 de dezembro, CARICOM                    | 7 de setembro, CARICOM           | 6 de dezembro, Bridgetown                                  | 8 de junho, Nassau                         | 28-30 de julho, Saint George's |                                             |
| CELAC   | Nenhum                                    | 18 de setembro, Cidade do México | Nenhum                                                     | 24 de janeiro, Buenos Aires                | 1 de março, Kingstown          | 9 de abril, Tegucigalpa                     |
| OEA     | Nenhum                                    | Nenhum                           | 7-10 de junho, Los Angeles                                 | Nenhum                                     | Nenhum                         |                                             |
| OTCA    | Nenhum                                    | Nenhum                           | Nenhum                                                     | 8-9 de agosto, Belém                       | Nenhum                         |                                             |
| COP     | Nenhum                                    | 1-2 de novembro, Glasgow         | 6-8 de novembro, Sharm el-Sheikh                           | 30-4 de dezembro, Dubai                    | 10-14 de novembro, Baku        |                                             |
| ONU     | 20-24 de setembro, Nova Iorque            | 20-22 de setembro, Nova Iorque   | 20-21 de setembro, Nova Iorque                             | 17–22 de setembro, Nova Iorque             | 25 de setembro, Nova Iorque    |                                             |
| Outros  |                                           |                                  | Cúpula de chefes de Estado do G20, 15-16 de novembro, Bali | Cúpula Sul-Americana, 30 de maio, Brasília |                                | Cúpula Brasil–Caribe, 13 de junho, Brasília |
| Outros  | Cúpula UE–CELAC, 17-18 de julho, Bruxelas |                                  | Cúpula de chefes de Estado do G20, 15-16 de novembro, Bali |                                            |                                | Cúpula Brasil–Caribe, 13 de junho, Brasília |